# U.S. Route 78
La U.S. Highway 78 è una strada statunitense a carattere nazionale che corre da est ad ovest per 1,151 km (715 mi) da Charleston (SC) a Memphis (TN)
Tra Memphis e Birmingham (AL) diventa la Interstate 22.
Il termine orientale della strada è all'intersezione con la U.S. Route 17 a Charleston (SC); il suo termine occidentale è all'intersezione con la Tennessee State Route 14 a Memphis (TN).